# Аронник пятнистый
Аро́нник пятни́стый (лат. Árum maculátum) — травянистое растение, распространённое в Европе; типовой вид рода Аронник. Плоды ядовиты.

## Ботаническое описание

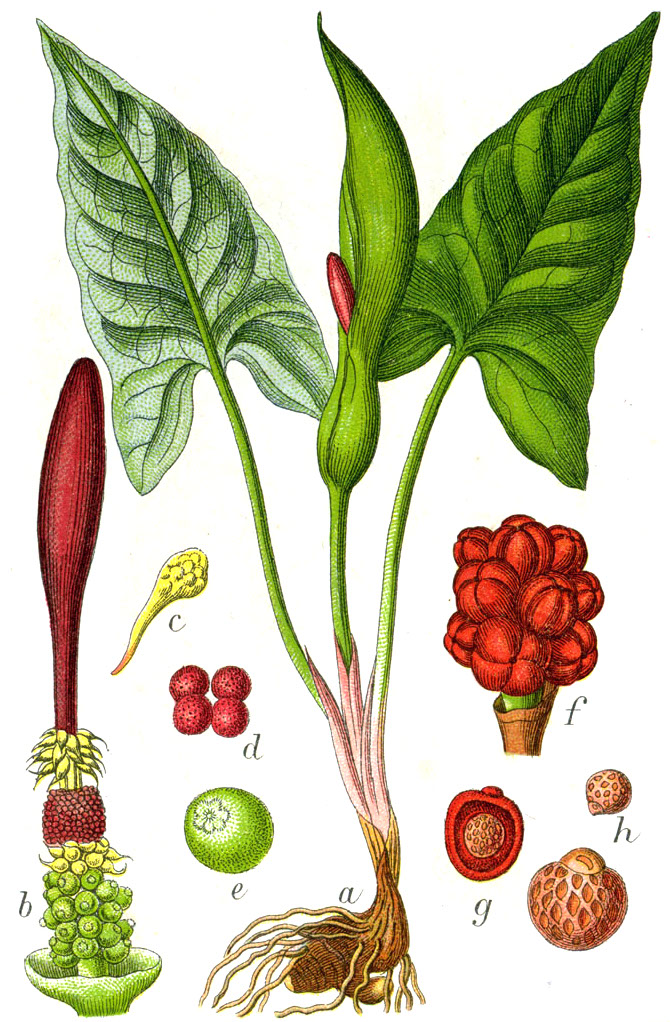
Аронник пятнистый,

Небольшие многолетние травы с периодом покоя и с полушаровидными или яйцевидными горизонтальными клубневидными корневищами.

### Листья
Листья многочисленные, спирально расположенные, влагалищные и два—три черешковых листа. Влагалища от длинных до коротких. Черешок при основании расширен в виде влагалища. Листовые пластинки от сердцевидных до стреловидно-копьевидных и стреловидных. Первичные боковые жилки перистые, формируют по крайней мере одну краевую общую жилку; жилки более высокого порядка образуют сетчатый узор.

### Соцветие и цветки
Соцветие одно, обычно появляется одновременно с листьями, изредка раньше их, скрыто среди листвы или возвышается над ней. Цветоножка от намного более короткой до намного более длинной, чем черешки, без листьев.
Покрывало опадающее, внизу свёрнутое в виде трубки, обычно сильно сжатое между трубкой и пластинкой, изредка не сжатое. Трубка от цилиндрической до эллипсоидной. Пластинка овальная или от продолговато-ланцетовидной до ланцетовидной, более-менее заострённая, в период цветения вертикальная и в форме лодки, или широко расширенная, или широко раскрытая, или закрученная спиралью, покрывающяя нижнюю часть початка с женскими и мужскими цветками.

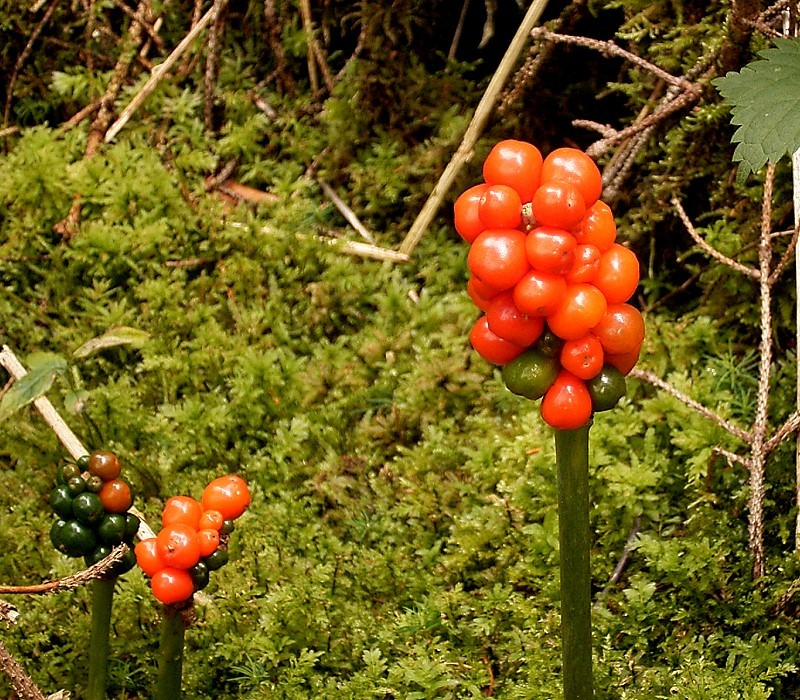
Ядовитые ягоды Аронника пятнистого

Початок от более короткого до более длинного, чем покрывало, сидячий. Женская цветочная зона расположена в нижней части початка, цилиндрическая. Промежуток, разделяющий мужскую и женскую зоны, обычно короткий или изредка отсутствующий, обычно состоящий из бесплодных цветков (пистилодиев), представляющих собой снизу расширенные нитевидные придатки, направленные вверх, реже голый. Мужская зона цилиндрическая, коническая, эллипсоидная или полушаровидная. Промежуток между мужской зоной и придатком обычно состоит из бесплодных цветков (стаминодиев), направленных вниз, изредка отсутствует. Верхушечный бесплодный придаток обычно на ножке и постепенно или быстро расширенный в цилиндрическую или коническую булаву, иногда тонкий.
Цветки однополые, околоцветник отсутствует. Мужской цветок состоит из 3—4 тычинок, расположенных группами; нити очень короткие, но различимые; связник тонкий; теки коротко-обратнояйцевидные, располагаются напротив или почти напротив друг друга, вскрываются верхушечным, наподобие поры, разрезом. Женский цветок: гинецей продолговатый, тупой; завязь одногнёздная; семяпочек шесть и более; фуникул короткий; плацента от париетальной до полубазальной; столбик короткий и такой же ширины, как завязь; рыльце полусферическое, источающее капельку нектара во время цветения. Опыляются короткоусыми двукрылыми Psychodidae.

## Хозяйственное значение и применение
В свежем виде все части растения ядовиты вследствие наличия сапонинов. Ядовитость исчезает при варке и сушке.
В народной медицине клубень применяется при неправильном пищеварении, ревматизме и невралгии.
Благодаря сапонинам клубни употребляют при стирке белья.